# Stolp (Woltersdorf)
Stolp ist ein Wohnplatz der Gemeinde Woltersdorf. Er liegt im äußersten Nordosten des Ortes an der Grenze zu Rüdersdorf.

## Etymologie
Der Begriff Stolp stammt aus dem Slawischen und bedeutet so viel wie „Säule“ oder „Ständer“, womit vermutlich auf eine hier angewandte Fischfangmethode verwiesen wurde. Die erste Erwähnung des Begriffes im Grenzgebiet zwischen Woltersdorf und Rüdersdorf geht auch auf ein Gewässer zurück, „dat Stolpeken“. Der Begriff wurde bald für das Fließ zwischen Hohlem See und Kalksee verwendet, entweder als Stolpeken oder „Stolpchen“, später als „Stolpgraben“. Der Hohle See wurde manchmal auch „Stolpsee“ genannt. Der Gewässername ging auch auf den benachbarten Höhenzug auf Woltersdorfer Seite über. Die am Stolpgraben liegenden Wiesen der Woltersdorfer Bauern wurden „Stolpwiesen“ genannt, der Weg zu ihnen „Stolper Weg“ und das angrenzende Waldstück „Stolpwald“. Um 1865 wurde der Schifffahrtsweg nach Rüdersdorf ausgebaut und der Stolpgraben zum „Stolpkanal“ erweitert. 1877 wurde die hier gebaute Brücke „Stolpbrücke“ genannt, eine benachbarte Gaststätte hieß „Stolp-Brück“ und die Siedlung wurde „Stolpbrück“ oder kurz „Stolp“ genannt. Heute besteht auf beiden Seiten des Stolpkanals eine Straße namens „Am Stolp“.

## Geologie
Der Höhenzug Stolp ist ein Wallberg aus der Weichseleiszeit. Er bildet die westliche Begrenzung der einstigen Schmelzwasserrinne, die sich von Nord nach Süd ins Berliner Urstromtal ergoss. Der Höhenzug Stolp zog sich einst vom Stolpgraben im Norden bis zum Bauersee im Süden und beinhaltet aufgrund seiner Entstehung eine hohe Menge Kies, was seit über hundert Jahren großflächig abgebaut wurde. Rund eine halbe Millionen Tonnen Sand und Kies wurden abgetragen. Dadurch ist der Höhenzug heute in drei einzelne Höhenzüge geteilt. Der nördliche wird heute noch Stolp genannt, während die beiden südlicheren auch als Filmberge bezeichnet werden.

## Geschichte

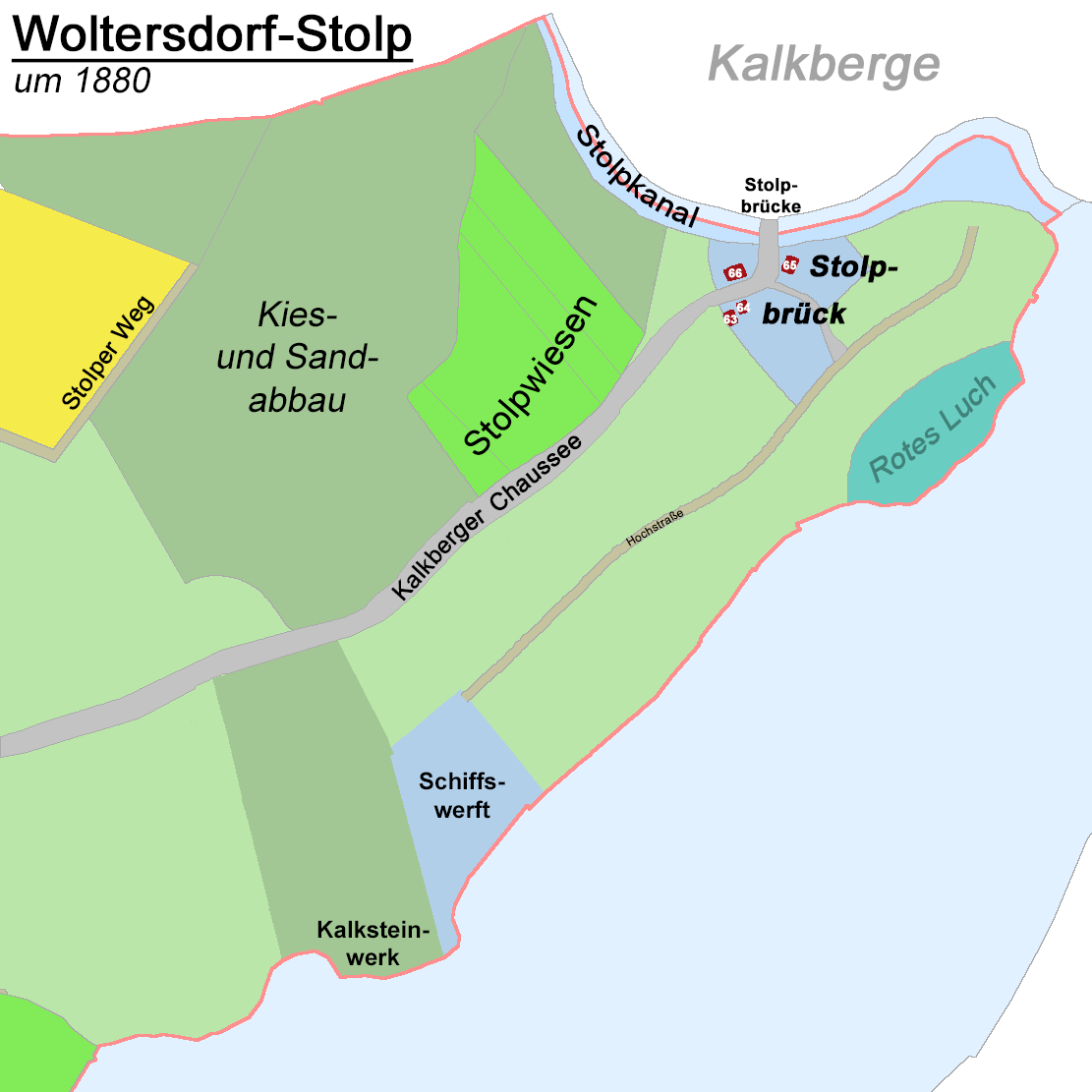

Die erste urkundliche Erwähnung geht auf Gründonnerstag 1487 zurück. Damals verkaufte Heinrich Wagenschütz zu Pinnow dem Berliner Magistrat das Dorf und Gut Woltersdorf. In der Verkaufsurkunde wird erwähnt, dass „das Stolpeken bis an das andere Ufer“ zum Dorf gehört. Dies wurde deshalb erwähnt, da die Woltersdorfer Fischereirechte im Stolp und dem dahinter liegenden Hohlen See hatten.
Erst 1848 wurde am Stolp ein erstes Haus gebaut. Dieses stand jedoch auf der Kalkberger Seite des Stolpgrabens. Mit der Vergrößerung des Kalkabbaus in Rüdersdorf wurde eine schiffbare Verbindung zwischen Stienitzsee und Kalksee nötig. Der Stolpgraben wurde zum Kanal verbreitert und 1877 wurde über ihn die sogenannte Stolpbrücke gebaut. Über diese führte ab 1880 die Chaussee von Kalkberge über Woltersdorf nach Erkner. Nun setzte auch eine Besiedlung auf der Woltersdorfer Seite des Stolpkanals ein. Die Siedlung wurde anfangs Stolpbrück genannt, später kurz Stolp.
Zu DDR-Zeiten befand sich an der Rüdersdorfer Straße zwischen Stolp und Seebad-Siedlung Woltersdorf ein Erholungsheim für Mitarbeiter der Stasi. 1973 wurde in der Hochstraße auf dem Stolp die SED-Parteischule „Hans Marchwitza“ für Kulturfunktionäre eröffnet, die bis zur Wende betrieben wurde.

## Kurioses
Der heutige „Stolper Weg“ in Woltersdorf entspricht weder dem historischen Stolper Weg, noch führt er zum Stolp.